# Rörelsen för europeisk reformation
Rörelsen för europeisk reformation, Movement for European Reform (MER), grundades 13 juli 2006 och var ett försök att skapa en euroskeptisk pan-europeisk allians av nationella center-högerpartier. Från början satt rörelsens medlemspartier i den konservativa partigruppenen Gruppen för Europeiska folkpartiet (kristdemokrater) och Europademokrater (EPP-ED) genom undergruppen Europademokrater (ED). Efter Europaparlamentsvalet 2009 drog sig dock partierna i ED ur EPP-ED och bildade istället en egen partigrupp, Gruppen Europeiska konservativa och reformister. Därmed upphörde även MER att existera.

## Ursprungliga medlemmar
- Storbritannien: Konservativa partiet
- Tjeckien: Demokratiska medborgarpartiet

| Europeiska flaggan | EU-portalen – temasidan för Europeiska unionen på svenskspråkiga Wikipedia. |